# العقد الاجتماعي (كتاب)
العقد الاجتماعي أو مبادئ الحق السياسي كتب من تأليف جان جاك روسو حيث وضع نظريته حول أفضل طريقة لإقامة المجتمع السياسي في مواجهة مشاكل المجتمع. حيث كان الكتاب مصدر إلهام لبعض الإصلاحات السياسية أو الثورات في أوروبا وخاصة في فرنسا. فبعد سقوط الشرعية للملكيات المطلقة و التيوقراطية كأساس للحكم في أوروبا، أصبح من الضروري البحث عن شرعية بديلة يقوم عليها نظام الحكم وتتحدد على أساسها مسئوليات الحاكم والمحكوم، والواجبات والحقوق المترتبة على كل منهم. لذلك ظهر العديد من المفكرين والفلاسفة الذين عملوا على إيجاد ميثاق شرعي جديد يحكم العلاقة بين الطرفين، وكان من بين هؤلاء المفكرين الذين سعوا لإيجاد هذا الميثاق جان جاك روسو الذي طرح فكرة العقد الاجتماعي إلى جانب مجموعة أخرى من المفكرين التنويريين أمثال توماس هوبز وجون لوك.

## وصلات خارجية
- العقد الاجتماعي على موقع الموسوعة البريطانية (الإنجليزية)
- نسخة مترجمة للكتاب من قبل مؤسسة هنداوي للتعليم والثقافة